# Fouchet-terv
A Fouchet-tervet Charles de Gaulle, Franciaország elnöke terjesztette elő 1961-ben, az Európáról szóló nagy terve részeként. E terv a három nagyhatalom, így Franciaország, Nagy Britannia és az Egyesült Államok vezető szerepét tartalmazta. Ennek a tervnek a része volt a Fouchet-terv. Ezt Christian Fouchet írta, Franciaország dániai nagykövete. A terv egy új Egyesült Államokról szólt, államközi alternatívája volt az Európai Közösségeknek. De Gaulle attól tartott, hogy a franciáknak a nemzeti befolyása az Európai Közösségben túl kevés lesz, ahogy az egyre inkább nemzetek-feletti jellegű lesz, tehát a terv, hogy megtartsák az egyensúlyát a Francia kedvező pozíciónak.
Az Európai Közösségek sikere miatt és az államok lelkesedésének hiányában, a Fouchet-terv sose valósult meg.  

## Első tervezet
Az első tervezetét a Fouchet-tervnek 1961-ben terjesztették elő. A Tervet hívták „Az Európai Emberek Uniójának” nemzetek-feletti intézmények nélkül. Ezt öt részre osztották (I-V. Cikk), részletezve alább.
Az első cikk körvonalazta a céljait az Uniónak. A második cikk leírta az intézményeket, az összeállításukat, a különböző erejüket és a kapcsolataikat egymással. A harmadik cikk leírta a tagállamok kötelezettségeit. A negyedik a pénzügyét az Uniónak, az ötödik cikk pedig az alapvető rendelkezéseket. 

### Első cikk- Az európai emberek uniója
A terv fő céljai közt az közös uniós külpolitika és közös védelempolitika álltak. További célok, hogy az együttműködést fejlesszék a tagállamok közös öröksége terén és az értékek védelme, amit a közös civilizációjuk hozott létre.

### Második cikk- Intézmények
A terv három intézményt javasolt az Uniónak: a Tanácsot, az Európai Parlament és az Európai Politikai Bizottságot.
A Tanács megfontolná a kérdéseket, amiket a tagállamok felvetnek és elfogadna döntéseket, egyhangúlag. Azonban, ha egy vagy több tag hiányzik, ez nem akadályozná meg a döntéshozatalt. A Tanács kétszer találkozna minden négy hónapban, egyszer az állam-és kormányfői szinten és egyszer a külügyminiszterek szintjén. De Gaulle javasolta, hogy a Tanács döntései legyenek tagállami szinten végrehajtva, de nem szabná meg  a kikényszerítés módját. A tagállamoknak tartózkodni kéne a döntés elfogadásától, ha a döntés nem lenne kikényszeríthető az adott államban. Azonban ezek az államok képesek lennének választani bizonyos esetben.
 A Parlament tanácskozna azokról a témákról, amik az Unióval kapcsolatosak, nagy vonalakban az első és második cikkel. Benyújtana ajánlásokat és megszólítaná írásban vagy szóban a Tanácsot kérdésekkel. A Tanács a Parlamenttől függetlenül cselekedhetne, de muszáj lenne válaszolnia a Parlament ajánlásaira négy hónapon belül.
 A fő szerepe az Unió Politikai Bizottságának az lenne, hogy segítse a Tanácsot előkészíteni a tanácskozásokat, végrehajtani a döntéseket és a kötelessége a Tanácsnak rábízni a Politikai Bizottságra, hogy ezeket véghezvigye. A Bizottság állna a Külügyek főtisztjeiből, minden egyes állam részéről. 

### Harmadik cikk- A tagállamok kötelezettségei
A harmadik cikk a tagállamok közötti együttműködésről szól, felhatalmazás számukra, hogy együtt dolgozzanak az Unió közös céljaiért.

### Negyedik cikk- Az Unió pénzügyei
A költségvetése az Uniónak a Tanács által lenne kidolgozva minden évben és tagállami hozzájárulásokból lenne a forrás ehhez. A 13.-cikk lefekteti, hogy a tagállamoknak arányos hozzájárulása legyen.

### Ötödik cikk- Általános intézkedések
Az ötödik cikk lefekteti, hogy hogyan lehetne módosításokat végezni a terven, hogy lehetne jóváhagyni, hogyan kell felkészülni a tagállamoknak a felvételre és egyéb alapvető részletet tartalmaz.

## Fouchet-terv: Második tervezet
A második tervezete a Fouchet-tervnek akkor merült fel, mikor világossá vált, hogy az első bizonyíthatóan sikertelen. Néhány engedményt kellene tenni, ahhoz képest, amit de Gaulle akart Unióként, a struktúrában és Franciaország szerepében.
Eltérően az eredeti Fouchet-tervtől, a második tervezet folytatta a kormányközi struktúrával, kiemelte a tagállamok egyedi szerepét. A második módosítás a strukturális változásokat a Miniszterek Bizottságán keresztül képzelte el. Két bizottságot említett világosan a külügyit és az oktatásit. Ez a két csoport négyszer találkozna egy évben és az ellenőrzése alatt állna a javasolt Tanácsnak. A tanács képes lenne új bizottságokat létrehozni, amikor úgy ítélik, ez szükséges. Végül, habár nem hangsúlyozták ki, Franciaország szerepe némileg csökkenne és az Európai Politikai Közösség nem Párizsban találkozna.  

## Fouchet-terv: Charles de Gaulle szerepe
A vezető politikai erő  Fouchet-terv mögött a francia elnök, Charles de Gaulle volt. Érdekelt volt benne, hogy a nemzetek fölötti irányzat növekedjen az Európai Gazdasági Közösségben, törekedett végrehajtani az új kormányközi elképzelését az együttműködésnek, ami a döntéshozatalt visszajuttatná a nemzetállamok kezébe.
A másik öt államfő meggyőzése és beleegyezése után a rendszeres találkozások, de Gaulle ötlete volt a további politikai együttműködés. Az élén a Franciaország nagykövete Dániának, Christian Fouchet, a Bizottság összegyűjtötte megvitatni a javaslatokat. Minden javaslat fokozni kívánta a kormányközi természetét a szervezetnek, de az első tervezete a tervnek már tartalmazta a közös külpolitikáról gondoskodást. Az utolsó szempont különösen beszédes: a Hatok becsülték a NATO tagságukat, de de Gaulle nem tett erőfeszítéseket, hogy elrejtse az ellenségeskedését és kihangsúlyozza, ő túlságosnak vélte az amerikai befolyást Európában. 

## Konrad Adenauer nézete a Fouchet-tervről
1959-ben, amikor de Gaulle elkezdte a figyelmét Franciaországról és Algériáról inkább Európa felé fordítani egészében, javasolta a rendszeresebb találkozását a hat tagállamnak. Azt is kijelentette, hogy a találkozások visszafogottak a titkárság miatt. Nyugat Németország és Olaszország kedvezőnek tekintették ezeket a javaslatokat. Azonban mikor de Gaulle először bemutatta a Fouchet-tervet 1961-ben, ez ellentétekbe ütközött számos tagállammal.
Adenauernek és de Gaullenek közeli kapcsolat volt és de Gaulle hivatali ideje alatt a Francia- Német kapcsolatok jelentősen javultak.
Azonban Adenauer és a holland hasonmása aggódni kezdtek, hogy a Fouchet-terv eltereli az erőt az Európai Gazdasági Közösség és a NATO-tól. Nyugat Németország szintén szemben állt de Gaulle ötletével, hogy a terveket jóvá kell hagyni népszavazás alapján, ez nem alkotmányos. Annak ellenére, hogy Adenauer barátságban volt de Gaulle-al, Nyugat Németországot sosem sikerült meggyőzni arról, hogy a Fouchet-terv a legjobb cselekvési terv. Azonban a terven keresztül Adenauer és de Gaulle képes volt megalapítani egy Barátsági Szerződést 1963-ban és ezzel megerősíteni a kapcsolatot Franciaország és Nyugat Németország között. Ez a megegyezés nem csak előnyös Franciaországnak és Nyugat Németországnak, hanem az egész Európai Gazdasági Közösségnek. 

## A Benelux államok reakciója a Fouchet-tervre
Belgium, Hollandia és Luxemburg, együttesen Benelux-ként ismert, mind ellenezték a Fouchet-tervet. Féltek, hogy ez a javaslat elvesz túl sok erőt a Bizottságtól, a nemzetek feletti kormányzó testülettől és jelentős mértékű lenne a kormányközi erő. Aggódtak, hogy a Fouchet-terv gyengítené a Római Szerződés és az integrációtól ellépés lenne. A hanyatlása az erőnek megengedne Franciaországnak nagyobb lehetőséget befolyásolni más nemzeteket. A második fő probléma a sebesség volt, ahogy a Franciaország próbálta kierőszakolni a tervet. A Benelux államok úgy vélték, a döntést a nagyságánál fogva késleltetniük kéne, amíg a britek a csatlakozási tárgyalásokba kezdenek, ami kezdődött 1961-ben, és amíg ez megvalósul.
De Gaulle azt mondta egyetértésben a német kancellárral, Adenauerrel, hogy a Benelux államok aggódnak, hogy az együttműködés a két állam között áthelyezné az erőt a kormányközi szervezetben Franciaország és Nyugat Németország felé. Az Egyesült Királyság csatlakozása egyensúlyt teremtene a hatalmi struktúrában az Európai Gazdasági Közösségen belül egyformán és nem engedné a Franciaországnak, hogy irányítsa a cselekvéseket. Hollandia részben azt gondolta a Fouchet-tervről, hogy kísérlet felforgatni a NATO erejét. A Fouchet-terv közös védelem politikája közvetlenül ellenkezett volna a NATO küldetéssel és irányelvekkel is problémába ütközött volna, tehát Hollandia aggódott, hogy a terv próbálja gyengíteni a NATO befolyását és újból megerősíteni Franciaország katonai erejét.  

## Fouchet-terv szakirodalma
Bloes, Robert. “Le ‘Plan Fouchet’ et le Problème de l'Europe Politique.” Studies in Contemporary European Issues 5. Brussels: College of Europe. (1970): 538.
Camps, Miriam. “The Six and Political Union” The World Today 20.11 (Nov., 1964): 473-480.
Moravcsik, Andrew. “De Gaulle Between Grain and Grandeur: The Political Economy of French EC Policy, 1958-1970.” Journal of Cold War Studies 2.2 (2000): 3-43.
Moravcsik, Andrew. “Beyond Grain and Grandeur: An Answer to Critics and an Agenda for Future Research.” Journal of Cold War Studies 2.3 (2000): 117-142.
Teasdale, Anthony L. “The Fouchet Plan: De Gaulle's Intergovernmental Design for Europe”, July 2013, available at * http://penguincompaniontoeu.com/fouchet-plan/
Vanke, Jeffrey W. “An Impossible Union: Dutch Objections to the Fouchet Plan, 1959-62.” Cold War History 2.1 (2001): 95.

## Kapcsolódó oldalak
Első tervezet:
- http://www.cvce.eu/obj/draft_treaty_fouchet_plan_november_1961-en-485fa02e-f21e-4e4d-9665-92f0820a0c22

Második tervezet:
- http://www.cvce.eu/obj/draft_treaty_fouchet_plan_ii_18_january_1962-en-c9930f55-7d69-4edc-8961-4f12cf7d7a5b

Charles de Gaulle:
- https://web.archive.org/web/20120401144419/http://www.german-times.com/index.php?option=com_content&task=view&id=85&Itemid=12

Adenauer:
- https://web.archive.org/web/20120401144432/http://www.german-times.com/index.php?option=com_content&task=view&id=85&Itemid=33

Általános háttérinformációk: http://en.vionto.com/show/me/Fouchet+Plan Archiválva 2015. június 16-i dátummal a Wayback Machine-ben

## Fordítás
- Ez a szócikk részben vagy egészben  a   Fouchet Plan című angol Wikipédia-szócikk ezen változatának fordításán alapul.  Az eredeti cikk szerkesztőit annak laptörténete sorolja fel. Ez a jelzés csupán a megfogalmazás eredetét és a szerzői jogokat jelzi, nem szolgál a cikkben szereplő információk forrásmegjelöléseként.